# Louis Franchet d’Espèrey
Louis Félix Marie François Franchet d'Espèrey (Mostaganem, 25 de mayo de 1856 - Saint-Amancet, Tarn, 8 de julio de 1942) fue un militar francés de los siglos XIX y XX. Como comandante de un importante ejército aliado con base en Salónica, condujo la exitosa campaña del Frente macedonio que originó el colapso austro-alemán en el frente de los Balcanes y llevó al armisticio de 1918 que dio fin a la Primera Guerra Mundial. Fue elevado a la dignidad de mariscal de Francia en 1921.

## Juventud
Miembro de una familia de tradición legitimista e hijo de un oficial de caballería, Franchet d’Espèrey egresó de la Escuela Especial Militar de Saint-Cyr en 1876. Afectado al 1.er. Regimiento de tiradores argelinos, el joven Teniente hizo sus primeras armas durante la campaña de Túnez de 1881. Luego de un período de estudios en la Escuela de Guerra partió a batirse en Tonkin contra los Pabellones Negros (fuerzas irregulares subordinadas a las tropas imperiales chinas, que en Indochina combatían contra los franceses  ).

## Mediana edad y preguerra
Reingresado a Francia comandó en Stenay el 18.º batallón de cazadores a pie. Tomó parte en 1900 en la expedición de China contra los bóxers. Fue teniente coronel en el 132.º regimiento de infantería de línea, en Reims, en 1903 y luego, ya ascendido a coronel, comandó el 60.º regimiento de infantería de línea en Besançon.
Durante la guerra ruso-japonesa, manifiesta su apoyo al ejército ruso con el que participó en maniobras en el marco de la alianza franco-rusa.
Fue nombrado General de División en 1912, y el general Louis Hubert Lyautey le confió el mando de las tropas de Marruecos. Tomó parte importante en la pacificación y organización del país en el difícil período de comienzos del Protectorado. Llamado a Francia, Franchet d’Espèrey recibió en noviembre de 1913 el comando del Primer Cuerpo (con sede en Lille) del Quinto ejército francés. Posteriormente, ya iniciada la guerra, el luego general inglés Edward Spears, entonces teniente y oficial de enlace entre la fuerza británica en Francia y el Quinto ejército, escribió que Franchet parecía físicamente "un proyectil de obús" y que había tenido un ”efecto galvanizador” sobre sus oficiales al hacerse cargo de su comando: ordenó que quien no cumpliese con su deber sería fusilado, aunque perteneciese a su Estado Mayor También según Spears, Franchet era naturalmente bondadoso, pero afectaba actitudes tiránicas para motivar a sus oficiales.

## Primera Guerra Mundial

### Inicios
Se distinguió en las Batallas de las Fronteras, particularmente por rechazar hasta el río Oise el cuerpo alemán  de la Guardia y en la batalla de Charleroi. El 23 de agosto —tercer día de la batalla— con el segundo ejército alemán presionando el centro francés, Franchet d’Espèrey vio la oportunidad para que su cuerpo contraatacase con su ala derecha. A pesar de repetidas peticiones hechas desde las 10 de la mañana, su superior el general Charles Lanrezac, comandante del Quinto ejército, no lo autorizó a atacar. El mismo día 23 el Quinto ejército fue atacado nuevamente pero esta vez también en sus flancos, por el segundo ejército de Karl von Bülow desde el norte y por el tercer ejército de Max von Hausen desde el noreste.
Durante la batalla de Guisa, también llamada batalla de San Quintín (29 de agosto de 1914), el día se ganó por un exitoso ataque del Primer Cuerpo de Franchet d’Espèrey quien condujo a sus hombres a caballo.
En vísperas de la primera batalla del Marne el generalísimo Joseph Joffre le confió, el 3 de septiembre, el comando del Quinto ejército, en plena retirada y bajo la amenaza de ser encerrado y separado del resto de las fuerzas francesas.
Franchet d'Espèrey se mostró a la altura de la situación: haciendo dar media vuelta a sus hombres, atacó, llevando a su lado al ejército británico del general John French, y se precipitó dentro de la brecha abierta entre los ejércitos de Bülow y de Alexander von Kluck jugando así un papel capital en la decisión y la ejecución de la gran batalla. « Su papel, escribió Joffre en sus memorias, merece ser subrayado ante la historia. Fue él quien hizo posible la victoria del Marne».
Previamente, consciente de las pobres relaciones que su predecesor Lanrezac tenía con el Cuerpo Expedicionario Británico al mando del general John French, se comunicó con él en cuanto se hizo cargo del comando del Quinto ejército, prometiéndole cooperación y, más aún, ese mismo día se reunió con él para combinar un plan de ataque. El generalísimo Joffre quedó impresionado cuando al fin de ese día mismo día Franchet d'Espèrey le presentó un plan de ataque combinado de los ejércitos aliados, que fue la base de la “Instruction Générale N° 6”, el plan aliado de ataque en el Marne.

### 1916 y 1917
Franchet d'Espèrey comandó luego el grupo de ejércitos del Este (1916), y el grupo de ejércitos del Norte (1917).
Perdió a su hijo Luis, subteniente de infantería, muerto en Douaumont, y a su hermano, coronel comandante del 333.º regimiento de infantería.

### En el frente de los Balcanes

#### Situación previa
En junio de 1918, es designado comandante en jefe de los ejércitos aliados en el frente de los Balcanes, abierto luego de la expedición de Salónica. Esta fuerza multinacional estaba formada por 9 divisiones griegas, 6 francesas, 6 serbias, 4 británicas y una italiana.
Las primeras acciones de la guerra se habían desarrollado justamente en el Frente Balcánico cuando el Imperio Austrohúngaro declaró la guerra a Serbia. Las primeras ofensivas austrohúngaras (agosto y noviembre de 1914) fueron fracasos humillantes ante un pequeño país limítrofe. Controlar el territorio serbio era vital para los Imperios Centrales ya que era el único obstáculo que les impedía tener contigüidad territorial con su aliado el Imperio otomano. Con ese fin, entre otras acciones, prometieron a Bulgaria importantes porciones de territorio serbio si se les unía en el ataque a ese país, cosa que Bulgaria, en 1915, aceptó. A pesar de su heroica resistencia, a fines de ese año el ejército serbio fue obligado a replegarse a Macedonia, entonces parte sur de su territorio.
En 1916 una fuerza de serbios y rusos desembarcó en Salónica, Grecia para iniciar una ofensiva desde el sur. Las primeras tentativas fueron un fracaso, con derrotas en dos ocasiones en agosto del mismo año. A pesar del posterior desembarco de tropas británicas y francesas y de diversas batallas a finales de 1916 y en la primavera de 1917 el frente apenas cambió. Fuerzas francesas y serbias retomaron áreas limitadas de Macedonia, como Bitola en noviembre de 1916 luego de la costosa ofensiva de Monastir, lo que estabilizó el frente.
Independientes de lo que ocurría en el Frente Occidental, las fuerzas alemanas (en paulatina retirada), austrohúngaras y búlgaras conservaban su poder: lo probaban las batallas de Doiran que castigaron en particular a las tropas británicas.

#### Su actuación
En el contexto reseñado, Franchet d'Espèrey tomó el comando del ejército combinado que más arriba se mencionó y con el condujo en catorce días (entre el 14 y el 29 de septiembre de 1918) una exitosa ofensiva en Macedonia. Combatió al “Grupo de Ejércitos Scholtz” (formado por el 11.º Ejército alemán y el 1.er. Ejército búlgaro) al mando del general Friedrich von Scholtz. Entre el 14 y el 15 se libró la batalla de Dobro Polje que permitió perforar las líneas búlgaras y alcanzar el valle del Vardar en Prilep y Skopje, cortando en dos al enemigo y forzando su rendición (30 de septiembre de 1918). El 1 de noviembre Franchet liberó Belgrado, la capital serbia. Continuó luego su avance hacia el norte, abandonando los Balcanes y penetrando en las llanuras de Panonia y el fin de la guerra lo encontró habiendo penetrado profundamente en Hungría, es decir en el corazón del Imperio austrohúngaro. Anecdóticamente, en ese país sus tropas hicieron prisionero al mariscal August von Mackensen quien tres años antes, al mando de un grupo de ejércitos, había aplastado la resistencia de Serbia.
Este colapso de los imperios centrales en los Balcanes y el subsiguiente armisticio, tuvieron una importancia capital. En efecto, en el Frente Occidental el Alto comando alemán enfrentaba una guerra de desgaste que no lo favorecía ya desde que la batalla del Marne de 1914 había convertido en guerra de posiciones a la rápida guerra planeada originalmente por Schlieffen. Consciente de su fracaso estratégico, el alto mando alemán se decidió a pedir el armisticio en todos los frentes.

## Posguerra
Luego de la derrota de los imperios centrales, una parte de las tropas de Franchet d'Espèrey fue enviada, por órdenes de Clemenceau a Crimea y a Odessa, para intervenir en la guerra civil rusa contra los Bolcheviques. Esa intervención no progresó por falta de medios, por la hostilidad de la población y por los motines de las tropas que, agotadas, no comprendían la expedición. Entre marzo y abril de 1919, recompuso la situación crítica originada por la ofensiva del ejército rojo en el sur de Ucrania y posibilitó así una evacuación en orden.
Sus destacados actos de servicio le valieron el 19 de febrero de 1921, la dignidad de Mariscal de Francia y el 30 de enero del mismo año Serbia le concedió el título honorario de Vojvoda, equivalente a Mariscal de Campo.
Fue a continuación inspector general de las tropas de África del norte, en momentos en que Francia unificaba la defensa de Argelia, Túnez y Marruecos. Allí se interesó en el potencial estratégico de la ruta del “gran eje” norte-sur de las colonias francesas de África del norte y occidental.
Se unió así a la expedición trans–sahariana conducida por Gaston Gradis que dejó Colomb-Béchar, en el oeste de Argelia, el 15 de noviembre de 1924 en tres vehículos Renault de seis ruedas. Otros miembros fueron el periodista Henri de Kérillis, el comandante Ihler, los hermanos Georges Estienne y René Estienne, tres mecánicos de la Renault y tres legionarios.
La expedición llegó a Savé, en Dahomey (actual Benín), el 3 de diciembre del mismo año luego de un viaje de 3.600 kilómetros.. Los conductores de la expedición tomaron allí el tren hacia el sur y llegaron a Porto Novo, el Atlántico el 14 de diciembre de 1924.

## Los años 30
El 2 de noviembre de 1930, representa a Francia en la ceremonia de coronación del emperador de Etiopía Haile Selassie. En 1933 es nombrado presidente de la Sociedad de Geografía y el 15 de noviembre de 1934 es elegido miembro de la Academia francesa.
A partir de 1934, apoya a ciertas organizaciones de extrema derecha. En 1935, funda una institución prestigiosa, el Comité de Amistades Africanas, obra de ayuda mutua para los militares de África del norte.
El mariscal Franchet d’Espèrey murió a los 86 años, el 8 de julio de 1942 en la localidad francesa de Saint-Amancet, en el departamento del Tarn.

## Grados
- 1903: Teniente Coronel.
- 1903: Coronel.
- 23 de marzo de 1908: General de Brigada.
- 23 de marzo de 1912: General de División.
- 29 de abril de 1918: General de División mantenido excepcionalmente en actividad más allá del límite de edad.
- 30 de enero de 1920: General de División mantenido en actividad sin límite de edad.
- 19 de febrero de 1921: Elevado a la dignidad de Mariscal de Francia.

## Destinos militares
- 1903: Teniente Coronel en el 132.º regimiento de infantería de línea.
- 23 de marzo de 1908 al 21 de septiembre de 1911: Comandante de la 77.ª. Brigada de Infantería.
- 21 de septiembre de 1911 al 14 de agosto de 1912: Comandante de 28.ª. División de Infantería.
- 14 de agosto de 1912 al 20 de noviembre de 1913: Comandante de las tropas de ocupación de Marruecos occidental.
- 20 de noviembre de 1913 al 3 de septiembre de 1914: Comandante del 1.er. Cuerpo del V° Ejército.
- 3 de septiembre de 1914 al 31 de marzo de 1916: Comandante del Quinto ejército.
- 31 de marzo de 1916 al 27 de diciembre de 1916: Comandante de Grupo de Ejércitos del Este.
- 27 de diciembre de 1916 al 10 de junio de 1918: Comandante de Grupo de Ejércitos del Norte.
- 18 de junio de 1918 al 5 de julio de 1920: Comandante en Jefe de los Ejércitos Aliados en Oriente.
- 5 de julio de 1920 a 1938: miembro del Consejo Superior de Guerra.

## Homenajes
Varias ciudades y otras localidades francesas tienen diversas vías de comunicación con el nombre de Franchet d'Espèrey, entre ellas Dijon, Reims, Saint-Étienne, Versalles y Lorient y Albi. En París, se inauguró la avenida Maréchal Franchet d'Espérey en 1930 que lleva su nombre desde entonces, es decir desde antes de su muerte lo que es un hecho excepcional para los odónimos franceses.
La ciudad belga de Dinant tiene una avenida con su nombre, así como Belgrado, la capital de Serbia, en donde también hay una estación de tren suburbano con su nombre. Tesalónica, la segunda mayor ciudad de Grecia dio su nombre a una calle céntrica, así como Abiyán, capital de la Costa de Marfil.
Finalmente, la promoción 1955-1957 de le Escuela Especial Militar de Saint-Cyr fue bautizada en su homenaje.

## Condecoraciones

### Condecoraciones francesas
- Legión de Honor

- - Caballero (21 de agosto de 1886)
  - Oficial (29 de diciembre de 1904)
  - Comendador (31 de diciembre de 1912)
  - Gran oficial (30 de diciembre de 1914)
  - Gran cruz (10 de julio de 1917)
- Medalla Militar (1918)

- Cruz de Guerra 1914-1918 (Francia) con 3 palmas

- Medalla Conmemorativa de la Campaña de Marruecos (1909)

- Medalla Colonial con las barras "Tonkin" y "Marruecos"

- Medalla conmemorativa de la guerra 1914–1918

- Medalla Interaliada de la Victoria

- Orden de Nichan Iftikhar (Túnez)

- Orden de Ouissam Alaouite (Marruecos)

### Condecoraciones serbias
- Orden de la Estrella de Karađorđević, con espadas

### Condecoraciones italianas
- Caballero gran cruz de la Orden de los Santos Mauricio y Lázaro

### Condecoraciones belgas
- Cruz de Guerra 1914-1918

### Condecoraciones norteamericanas
- Medalla por Servicio Distinguido del Ejército